# Pulp-Magazin

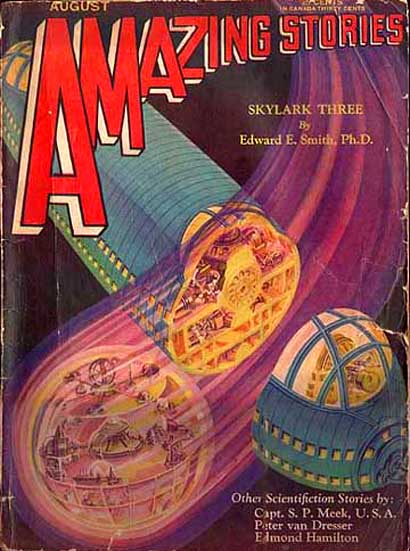
Amazing Stories, Ausgabe von August 1930

Pulp-Magazine, oft einfach nur Pulps genannt, waren Zeitschriftenmagazine mit literarischen Geschichten aus verschiedenen Literaturgattungen, die in den USA der 1930er bis 1950er Jahre populär waren. Das erste Pulp war Frank Andrew Munseys Magazin Argosy 1896. Die meisten der wenigen noch produzierten Pulps fallen heute in die Genres Science-Fiction (SF) und Mystery. Der Name „Pulp“ leitet sich vom billigen, holzhaltigen Papier (engl. wood pulp, dt. Holzschliff) ab, auf dem die Magazine gedruckt wurden. Mit Pulp wird umgangssprachlich „Schund- und Trivialliteratur“ bezeichnet. Pulps waren die Nachfolger der Groschenromane des 19. Jahrhunderts. Zahlreiche angesehene Autoren haben für Pulps geschrieben. Sie sind heute aber vor allem für ihre sensationslüsternen, reißerischen Geschichten bekannt.

## Allgemeines
Viele klassische Science-Fiction-Bücher und Krimis sind ursprünglich in Pulp-Magazinen wie Weird Tales, Amazing Stories oder Black Mask erschienen. Die Beliebtheit der Pulps nahm in den 1950er Jahren ab. Mit steigenden Papierkosten, Konkurrenz durch Comics, Fernsehen und Taschenbücher verloren die Pulps ihre Leserschaft.

## Genres
Pulp-Magazine gab es unter anderem für folgende Genres:
- Abenteuerroman
- Western
- Kriegsromane
- Sportroman
- Liebesroman
- Erotik
- Detektivgeschichten
- Kriminalroman, Kriminalfilm
- Horror
- Fantasy
- Science-Fiction
- Science Fantasy
- Arztroman

## Figuren
Bekannte Pulp-Figuren sind:
- The Avenger
- Captain Future
- Conan der Barbar
- Doc Savage
- Perry Rhodan
- Sexton Blake
- The Shadow
- The Spider
- Tarzan
- Zorro

## Autoren
Viele bekannte Autoren schrieben irgendwann für Pulps. Oft wird zwischen Autoren unterschieden, die erst für Pulps schrieben, sich schließlich aber „echter“ Literatur zuwandten, und Autoren, die diesen Sprung nicht schafften.
Bekannte Autoren, die auch Pulp-Geschichten verfassten:
- Poul Anderson
- Isaac Asimov
- Robert Bloch
- Ray Bradbury
- Edgar Rice Burroughs
- Raymond Chandler
- Arthur C. Clarke
- Philip K. Dick
- Erle Stanley Gardner
- Dashiell Hammett
- Robert Heinlein
- Frank Herbert
- Robert E. Howard
- L. Ron Hubbard
- H. P. Lovecraft
- John D. MacDonald
- George R. R. Martin
- Johnston McCulley
- Seabury Quinn
- Richard S. Shaver
- Robert Silverberg
- Clark Ashton Smith
- Jack Vance

## Magazinnamen
- Amazing Detective Tales
- Amazing Stories
- Astounding Stories
- Avon Fantasy Reader
- The Popular Magazine
- Science Fiction
- Strange Stories
- Urania (italienische SF-Serie, erscheint seit den 1950er Jahren)
- Weird Tales

## Schlüsselmagazine
Schlüsselmagazine zwischen dem ersten und dem Zweiten Weltkrieg:
- Black Mask (Detektivmagazin, Vorreiter von harter, sachlicher und unsensibler Fiktion)
- Weird Tales (Horror, Fantasy und SF, später bekannt als schriftstellerische „Heimat“ von Conan, der Barbar)
- Detective Story Magazine (seit 1915)
- Amazing Stories (herausgegeben von Hugo Gernsback, gilt als erstes SF Magazin)
- The Shadow (gilt als Hervorbringer der ersten und auch einer der wichtigsten Heldencharakterdarstellungen innerhalb der Geschichte der Pulps)
- The Phantom Detective (der zweite Detektivcharakter nach Shadow und der langlebigste seiner Zeit 1931–1953)
- Ranch Romances (eine der langlebigsten Pulppublikationen 1924–1964)
- Argosy (auch bekannt als Argosy All-Story. All-Story war ein separates Magazin in Kombination mit Argosy. Diese Magazine brachten uns Tarzan, Zorro, Dr. Kildare und viele mehr)
- Doc Savage (der zweite Held publiziert von Street & Smith)
- The Spider (das erste Heldenpulp, produziert von den langlebigsten Herausgebern von Pulps - Popular Publications)
- G-8 and His Battle Aces (das zweite Heldenpulp, geschaffen von Popular Publications – das erste als ein „W.W.I spy“ und „Aviator“)
- Dime Detective Magazine (Popular Publications erster wirtschaftlicher Groschenroman-Erfolg, der das Verlagshaus rettete)
- Dime Mystery Magazine (das erste Groschenroman-Magazin die „Unheimliche Bedrohungen“ zum Inhalt hatte und einen Trend in Gang setzte, dem jedes Verlagshaus folgte. Das Magazin und seine Geschichten spielten sich rund um das Genre HORROR ab und wurde bekannt für seine sadistischen, gespenstischen und farblich schreienden Cover und Geschichten. Aufgrund dieser Cover sind die Magazine heute gesuchte Raritäten.)
- Underworld (gilt als erster Gangsterpulp und wurde später von dem König der Gangster-Pulp-Herausgeber – Harold Hersey – produziert. Er war auch der Herausgeber von Racketeer Stories, Gangster Stories, Gangland Stories, Greater Gangster Stories, Speakeasy Stories, Mobs, Dragnet, Detective Dragnet, Courtroom Stories und andere)
- Western Story Magazine (gilt als erster wöchentlicher Westerngroschenroman)

## Ausgaben
- Argosy
- Weird Tales